# Amegilla niveata
Amegilla niveata är en biart som först beskrevs av Heinrich Friese 1905.  Amegilla niveata ingår i släktet Amegilla och familjen långtungebin. Inga underarter finns listade i Catalogue of Life.